# La casa Gucci
La casa Gucci (título original: House of Gucci) es una película estadounidense de drama y crimen dirigida por Ridley Scott. Está basada en el libro The House of Gucci: A Sensational Story of Murder, Madness, Glamour, and Greed, escrito por Sara Gay Forden, y narra las circunstancias que condujeron al asesinato de Maurizio Gucci a manos de un sicario, contratado por su exesposa, Patrizia Reggiani. Está protagonizada por Lady Gaga y Adam Driver, además de Jared Leto, Jeremy Irons, Salma Hayek y Al Pacino en papeles secundarios. Se estrenó en el Odeon Leicester Square de Londres el 9 de noviembre de 2021 y posteriormente en cines el 24 de noviembre de 2021 bajo la distribución de United Artists en Estados Unidos, así como de Universal Pictures en el resto del mundo.[cita requerida]
La película tuvo una respuesta crítica mixta. La crítica elogió aspectos técnicos como el vestuario, el diseño de producción y el maquillaje, así como las actuaciones del elenco, particularmente de Gaga y Leto. Sin embargo, criticaron el guion, la duración y la inconsistencia de la trama, además de la edición. En el sitio web Rotten Tomatoes alcanzó una aprobación del 62 %, mientras que en Metacritic acumuló 59 puntos de 100. En términos comerciales, recaudó 150 418 204 de dólares en taquilla.

## Argumento
En 1978, Patrizia Reggiani es una mujer joven y atractiva italiana que trabaja como directora de oficina en la pequeña empresa de camiones de su padre. En una fiesta, conoce a Maurizio Gucci, un estudiante de derecho y heredero de la mitad de la casa de modas Gucci a través de su padre Rodolfo. Patrizia persigue agresivamente al incómodo Maurizio, encandándolo en el amor. Rodolfo advierte a Maurizio que Patrizia solo busca riquezas y le dice que lo desheredará si se casa con Patrizia; Maurizio elige a Patrizia sobre su conexión con Gucci, dejando a la familia. Patrizia y Maurizio se casan y Maurizio consigue un trabajo en la empresa de camiones Reggiani. Cuando Patrizia queda embarazada, ve a su hijo como una vía para la reconciliación familiar. Accidentalmente le revela al tío de Maurizio, Aldo que está embarazada; Aldo está encantado con la noticia y toma a la pareja bajo su protección. Aldo le presenta a Patrizia a su hijo poco inteligente Paolo, quien aspira a ser un diseñador dentro de Gucci a pesar de su falta de talento. Gracias a Aldo, Maurizio y Rodolfo, un enfermo terminal, se reconcilian poco antes de la muerte de este último. Rodolfo incluye a Maurizio de nuevo en su testamento, pero no firma un documento que le transfiere las acciones de Gucci antes de morir. Patrizia falsifica la firma de Rodolfo, dándole a Maurizio la mitad de las acciones de Gucci.
Patrizia comienza a idear un complot para obtener una participación mayoritaria en Gucci adquiriendo algunas de las acciones de Aldo y Paolo (quienes tienen el otro 50%). Discute con Aldo sobre la venta clandestina de la firma de productos Gucci falsos y baratos en el mercado negro, y comienza a consultar a Giuseppina, una psíquica, en busca de orientación. Manipula a Maurizio, que tiene poco interés real en Gucci, para que asuma un papel más activo dentro de la empresa. Paolo adquiere pruebas de que Aldo ha estado evadiendo impuestos en Estados Unidos; le da la prueba a Patrizia a cambio de su promesa de que se le permitirá diseñar su propia línea. Aldo es arrestado por el Servicio de Impuestos Internos de Estados Unidos y sentenciado a un año y un día en prisión. Patrizia miente a la policía italiana y les dice que Paolo no está autorizado a usar la marca Gucci; la policía detiene el desfile por la fuerza. Patrizia y Maurizio le piden a Paolo que les venda sus acciones, pero él las rechaza y corta los lazos con ellos.
La policía italiana saquea la casa de Maurizio e intenta arrestar a Maurizio por falsificar la firma de Rodolfo. Tras esto, Maurizio y Patrizia huyen a Suiza en Navidad, donde Maurizio se encuentra con su vieja amiga Paola Franchi. Después de una discusión entre Maurizio y Patrizia, este decide que está cansado de la influencia de su esposa sobre él y la empresa, por lo que le ordena a su esposa que ella y su hija regresen a Italia, y comienza un romance con Paola. Cuando los planes comerciales de Maurizio perjudican a la empresa, busca la ayuda de la sociedad de capital Investcorp, a través de la cual trama un plan para adquirir acciones de la empresa de Paolo, ahora empobrecido. Aldo regresa de la prisión e inmediatamente se da cuenta de lo que ha hecho Paolo. Cuando Investcorp ofrece comprar a Aldo, él se niega hasta que Maurizio se revela como el instigador del trato. Abatido, Aldo vende las acciones y corta el contacto con Maurizio.
Patrizia intenta reconciliarse con Maurizio, pero él la ignora rotundamente. Más tarde, este le pide el divorcio a través de su asistente de toda la vida Domenico De Sole, a lo que Patrizia se niega. Maurizio contrata al diseñador prometedor Tom Ford para revitalizar la imagen de la empresa a través de una nueva línea. Los productos de Ford tienen éxito, pero Maurizio ha administrado tan mal la empresa que los líderes de Investcorp se sienten obligados a comprarlo, reemplazándolo por Ford y De Sole. Patrizia finalmente se enfurece tanto con Maurizio que le pide a Giuseppina que la ayude a matarlo. Giuseppina pone a Patrizia en contacto con unos sicarios de Sicilia. Unos días más tarde, los sicarios matan a tiros a Maurizio a plena luz del día, frente a su residencia.
Los intertítulos de cierre describen el destino de los personajes restantes: Aldo muere de cáncer de próstata y Paolo muere en la pobreza poco después de la venta de sus acciones a Maurizio. Patrizia, Giuseppina y los sicarios son condenados a largas penas de prisión tras su arresto por asesinato. Gucci es adquirida por completo por Investcorp y gestionada con éxito hasta el presente; ningún miembro de la familia Gucci permanece a la fecha en la empresa.

## Reparto
- Lady Gaga como Patrizia Reggiani.
- Adam Driver como Maurizio Gucci.
- Jared Leto como Paolo Gucci.
- Jeremy Irons como Rodolfo Gucci.
- Al Pacino como Aldo Gucci.
- Salma Hayek como Giuseppina «Pina» Auriemma.
- Jack Huston como Domenico De Sole.
- Reeve Carney como Tom Ford.
- Camille Cottin como Paola Franchi.
- Vincent Riotta como Fernando Reggiani.
- Alexia Muray como Silvana Reggiani.
- Mia McGovern Zaini como Alessandra Gucci.
- Florence Andrews como Jenny Gucci.
- Madalina Diana Ghenea como Sophia Loren.
- Youssef Kerkour como Nemir Kirdar.
- Mehdi Nebbou como Said.
- Miloud Mourad Benamara como Omar.
- Antonello Annunziata como Karl Lagerfeld.
- Catherine Walker como Anna Wintour.
- Martino Palmisano como Richard Avedon.
- Gaetano Bruno como Franco.

## Producción

### Preproducción
En junio de 2006, Ridley Scott anunció que dirigiría una película sobre la caída de la dinastía de la familia Gucci, con un guion escrito por Andrea Berloff, a pesar del rechazo de la familia, y protagonizada por Angelina Jolie y Leonardo DiCaprio, que interpretarían a Patrizia Reggiani y Maurizio Gucci, respectivamente. En febrero de 2012, la hija de Scott, Jordan Scott, lo reemplazó como directora y estaba en negociaciones con Penélope Cruz para interpretar a Reggiani. En noviembre de 2016, Wong Kar-wai asumió la dirección de la película, con Charles Randolph como guionista junto a Berloff y con Margot Robbie siendo considerada para interpretar a Reggiani.
El 1 de noviembre de 2019, la revista Deadline Hollywood reportó que Scott había retomado la dirección de la película, la cual estaría basada en el asesinato de Maurizio Gucci, tomando como principal inspiración el libro The House of Gucci: A Sensational Story of Murder, Madness, Glamour, and Greed, el cual fue escrito por Sara Gay Forden. El guion sería adaptado por Roberto Bentivegna, un guionista debutante. Asimismo, tanto Scott como su esposa, Giannina Facio, serían productores de la película. Con el anuncio, también fue revelado que Lady Gaga sería la protagonista en el papel de Reggiani, exesposa de Gucci y ordenante del asesinato. En una entrevista con The Wall Street Journal, Gaga explicó que, en su preparación para el papel, estudió el acento, la gesticulación y la actitud de Reggiani viendo varios documentales y entrevistas, ya que quería «hacerla ver como una persona real y no una caricatura». También añadió: «Sentía que la mejor forma de honrar a Maurizio y a los italianos era ofrecer una actuación auténtica, desde la perspectiva de una mujer. No de una mujer italoestadounidense, sino una mujer italiana».
El 20 de agosto de 2020, Deadline Hollywood reportó que el director estaba interesado en incluir en el reparto a los actores Adam Driver, Jared Leto, Al Pacino, Robert De Niro, Jack Huston y Reeve Carney. Posteriormente, el 7 de diciembre, The Hollywood Reporter confirmó que Driver interpretaría a Maurizio Gucci y Jeremy Irons a Rodolfo Gucci, mientras que los papeles de Leto, Pacino, Huston y Carney aún estaban por definirse. El 24 de febrero del 2021, se reveló que el título de la película sería House of Gucci. Ese mismo mes, Dariusz Wolski anunció que iba a participar como director de fotografía. En enero de 2021, Camille Cottin se unió al elenco. A finales de marzo, también se incorporaron al elenco Madalina Diana Ghenea, Mehdi Nebbou y Miloud Mourad Benamara, así como Salma Hayek, la esposa de François-Henri Pinault, el dueño de Gucci al momento de la producción de la película. Pinault mostró su apoyo a la realización de la cinta y dio acceso al equipo a los archivos de la compañía. El costo de producción fue de aproximadamente 75 millones de dólares.
El diseño de vestuarios quedó a cargo de la británica Janty Yates, quien ya había trabajado con Scott en diversas producciones. En una entrevista con The New York Times, Yates explicó que el equipo pasó seis semanas investigando e informándose mientras se encontraban en cuarentena por la pandemia de COVID-19, y se les dio acceso a los archivos de Gucci en Florencia para tomar bocetos y estilos con los que había trabajado la compañía. Debido a que la historia de la película transcurre entre 1975 y 1995, una época en la que la moda cambió drásticamente, el equipo no se limitó únicamente a los archivos de Gucci, sino que también buscaron diseños y accesorios de aquellos años a través de sitios como eBay o Etsy, además de recurrir a los archivos de Alaïa, Valentino y de la propia Gaga en su carrera artística. Yates comentó que Gaga estuvo muy involucrada en todo el proceso de caracterización de su personaje, desde el cabello hasta el maquillaje y los accesorios, por lo que Yates generalmente le diseñaba varios atuendos para que ella escogiera cuál quería utilizar. Yates señaló que Gaga vistió un total de 54 atuendos diferentes, uno por cada día que duró el rodaje, sin siquiera repetir los accesorios. Para los atuendos de Driver, Pacino y Leto, se confeccionaron cerca de 50 trajes, varios de ellos con apoyo de Ermenegildo Zegna. La confección de los vestuarios inició en septiembre de 2020, seis meses antes de que diera inicio el rodaje. Yates comentó que confeccionó todos los atuendos, que calcula que fueron aproximadamente 300, tomando en cuenta los que finalmente no se utilizaron.

### Filmación
El 20 de agosto de 2020, Deadline Hollywood reportó que la filmación de la película daría inicio luego de que Ridley Scott completara la producción de The Last Duel (2021). El 3 de febrero de 2021, Jared Leto comentó a la revista Variety que la película aún se encontraba en fase de preproducción y comenzaría a grabarse en las próximas semanas. El 24 de ese mismo mes, Lady Gaga viajó a Roma (Italia), donde inició el rodaje días más tarde. Varias escenas se rodaron a inicios de marzo en las localidades de Gressoney-Saint-Jean y Gressoney-La-Trinité, concretamente en los Alpes italianos del Valle de Aosta, los cuales fueron utilizados para recrear el complejo turístico de Sankt Moritz (Suiza). La filmación también tuvo lugar en otras locaciones del país como Florencia, Lago de Como y Milán. A finales de marzo, el rodaje regresó a Roma para grabar escenas en la Via Condotti. El rodaje culminó oficialmente el 8 de mayo de 2021.

### Banda sonora
Canciones incluidas en la película

### Lista de canciones
La banda sonora incluye: 

| N.º | Título                                                            | Artista | Duración |  |
| 1.  | «Heart of Glass»                                                  | Blondie | 4:35     |  |
| 2.  | «On the radio»                                                    | Donna Summer                                                                                                 | 4:05     |  |
| 3.  | «Blue Monday»                                                     | New Order | 7:30     |  |
| 4.  | «Faith»                                                           | George Michael                                                                                               | 3:15     |  |
| 5.  | «Love to Love You Baby»                                           | Donna Summer                                                                                                 | 3:21     |  |
| 6.  | «Anna (Ana)»                                                      | Miguel Bosé                                                                                                  | 4:40     |  |
| 7.  | «Sono bugiarda (I'm a Believer)»                                  | Caterina Caselli                                                                                             | 2:52     |  |
| 8.  | «Verdi: La traviata / Act 1 – Libiamo ne'lieti calici (Brindisi)» | Luciano Pavarotti, Joan Sutherland, London Opera Chorus, National Philharmonic Orchestra and Richard Bonynge | 2:50     |  |
| 9.  | «Una Notte Speciale»                                              | Alice | 4:17     |  |
| 10. | «Ritornerai»                                                      | Bruno Lauzi                                                                                                  | 2:43     |  |
| 11. | «Here Comes the Rain Again»                                       | Eurythmics, Annie Lennox                                                                                     | 4:53     |  |
| 12. | «I Feel Love»                                                     | Donna Summer                                                                                                 | 3:11     |  |
| 13. | «Paid in Full»                                                    | Eric B. & Rakim                                                                                              | 3:39     |  |
| 14. | «A Fifth of Beethoven»                                            | Walter Murphy and The Big Apple Band                                                                         | 3:03     |  |
| 15. | «How Gee»                                                         | Black Machine                                                                                                | 4:27     |  |
| 16. | «Ashes To Ashes»                                                  | David Bowie                                                                                                  | 3:38     |  |

## Estreno y promoción
La película se estrenó el 9 de noviembre de 2021 en el Odeon Leicester Square de Londres (Reino Unido). Ese mismo mes, también se proyectó en Milán (Italia) el día 13, en Nueva York (Estados Unidos) el 16 y en Los Ángeles (Estados Unidos) el 18. Posteriormente se lanzó en los cines de Estados Unidos el 24 de noviembre de 2021 bajo la distribución de United Artists. Su estreno en el Reino Unido fue el 26 de noviembre de 2021, distribuida por Universal Pictures.
Lady Gaga publicó la primera imagen de la película el 9 de marzo de 2021, donde aparecía junto a Adam Driver durante las escenas rodadas en Gressoney-La-Trinité. El 29 de julio, se publicaron una serie de carteles promocionales que mostraban a los personajes principales, así como el primer tráiler oficial, donde se utiliza el tema «Heart of Glass», de Blondie. El 28 de octubre se publicó el segundo tráiler, donde se usó el tema «Sweet Dreams (Are Made of This)», de Eurythmics. United Artists gastó aproximadamente 12.8 millones de dólares en publicidad para televisión.

## Recepción

### Rendimiento comercial
House of Gucci ha recaudado 150 418 204 dólares en taquilla, 52 113 204 de ellos en los Estados Unidos y 98 305 000 en el resto del mundo.
En Estados Unidos, los pronósticos iniciales estimaron que la película recaudaría 20 millones de dólares en sus primeros cinco días, tras su estreno en 3980 salas de cine. En su primer día recaudó 4.2 millones, seguidos por 3.39 millones en el segundo y 5.7 millones en el tercero, por lo que las estimaciones de sus primeros días aumentaron a 22.5 millones. El sitio Deadline Hollywood destacó que al menos un 31% de la audiencia tenía más de 45 años de edad, el mayor porcentaje visto desde el comienzo de la pandemia de COVID-19. Asimismo, ante la pregunta de cuál era el motivo principal por el que habían ido a ver la película, un 40% respondió Lady Gaga, un 34% respondió la trama y un 32% dijo el elenco. La película finalmente recaudó 21.8 millones en sus primeros cinco días, con lo que ubicó la tercera posición de la taquilla, detrás de Encanto y Ghostbusters: Afterlife. Dicha cifra supuso el mejor estreno de un drama en el Día de Acción de Gracias desde Little Women, en 2019. Asimismo, la cinta generó 415.4 millones de interacciones en las diversas redes sociales durante su primera semana.
En el Reino Unido e Irlanda, House of Gucci debutó en la primera posición de la taquilla con 2.7 millones de libras durante su primer fin de semana.

### Respuesta crítica
House of Gucci tuvo una respuesta positiva por parte de la crítica, que elogiaron las actuaciones de Gaga y Leto, así como el diseño de producción, el vestuario y el maquillaje, pero criticaron el guion y la duración. En el sitio agregador de reseñas Rotten Tomatoes, tuvo un índice de aprobación del 62% basado en 367 reseñas profesionales. El consenso crítico fue: «House of Gucci vacila entre el camp inspirado y el drama exagerado con demasiada frecuencia como para lograr un recorrido seguro, pero la actuación perfecta de Lady Gaga tiene un estilo atemporal por sí mismo». En Metacritic tuvo una puntuación de 59 sobre 100 basado en 57 críticas, lo que denota «reseñas mixtas o promedio». La audiencia de CinemaScore le dio una calificación de «B+» en la escala de A+ hasta F, mientras que el 83% del público de PostTrak afirmó haber disfrutado la película.

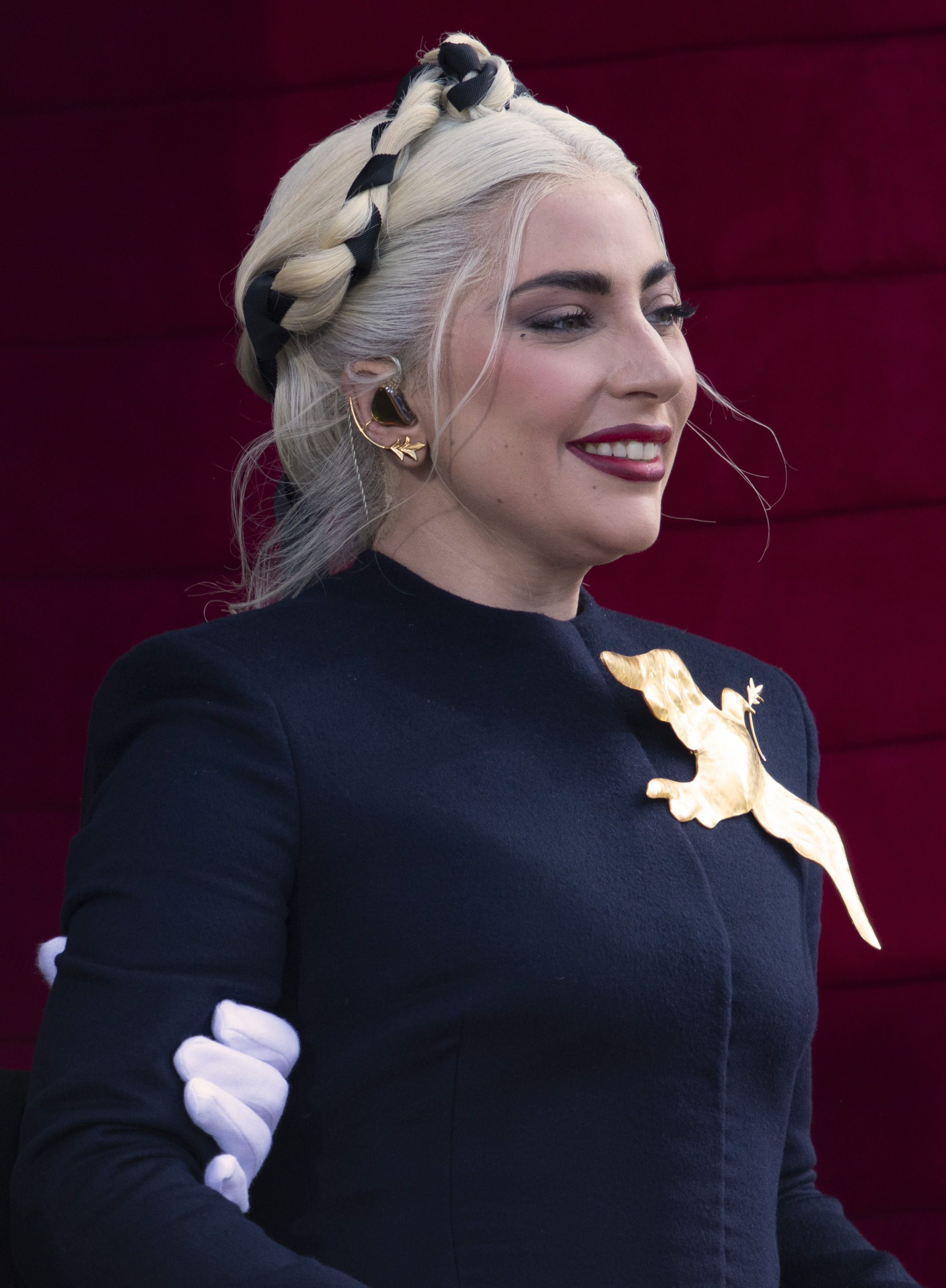
Lady Gaga recibió elogios de la crítica especializada por su actuación.

Nick Levine de la revista NME la calificó con cuatro estrellas de cinco y dijo: «Dirigida sin restricciones por Ridley Scott, es una desconcertante mezcla de alta costura, mucho camp y gran tragedia que es caótica pero también tremendamente entretenida». Sobre las actuaciones, mencionó: «Las actuaciones principales no son del todo complementarias: la bravura de [Lady] Gaga y la capacidad de [Jared] Leto de robar escenas son más grandes que [Adam] Driver y [Jeremy] Irons, con [Al] Pacino en algún punto intermedio, pero de alguna manera funciona». Brian Truitt de USA Today le dio tres estrellas de cuatro y explicó: «House of Gucci llega a las dos horas con 37 minutos y en su mayor parte se mueve a buen ritmo, aunque tiende a avanzar con dificultad cuando Gaga no está en la pantalla y la trama gira en torno a los negocios de Maurizio mientras Gucci compite con las casas de moda rivales por talento fresco. Reeve Carney tiene un arco agradable, aunque rápido, como Tom Ford. También hay un abuso de temas populares en la película (la reproducción de "Faith" de George Michael en la boda de Maurizio y Patrizia es un poco excesiva) y aquellos que buscan la nominación al Óscar puede que no consigan el descarado compromiso de la película de mezclar el melodrama de la vieja escuela de Dinastía con el ingenio de Succession. Pero cuidado, contendientes a mejor actriz: el poder de Gaga es innegable, ya que gobierna House of Gucci con un estilo poderoso y una arrogancia adictiva». Peter Bradshaw de The Guardian la calificó con cuatro estrellas de cinco y elogió las actuación de Gaga al describirla como «gloriosa, elegante, pícara y de alto nivel», además de decir: «Al final, esta es una película de Lady Gaga: su visibilidad impregna la imagen, una salsa arrabbiata de ingenio, desprecio y estilo».
Por otra parte, el escritor Owen Gleiberman de la revista Variety elogió las actuaciones de Gaga y Driver, además de mencionar: «House of Gucci es un drama documental que se divierte mucho con su gran lista de ambiciosos sinvergüenzas, pero nunca es menos que una película seria y hábilmente lograda». Stephanie Zacharek de Time escribió: «Olvídense del acento. Lady Gaga es tremenda en House of Gucci. Su actuación es maravillosa porque vive cada momento. La Patrizia de Gaga es un puente y túnel de seducción que lanza un hechizo que, con la ayuda de un leve acecho, eventualmente la convertirá en una Gucci. Sin embargo, con su vestido brillante, con su sonrisa entusiasta y su lindo trasero, es innegablemente adorable. La ambición de Patrizia y su inocencia están tan entrelazadas que no puedes ver dónde termina una y comienza la otra».

### Respuesta de Reggiani y la familia Gucci
Tras el anuncio de la realización de la película en noviembre de 2019, Patrizia Reggiani habló con la prensa italiana diciendo que estaba «honrada de ser interpretada por una actriz del calibre de Lady Gaga» y que estaba dispuesta a hablar con los productores de la cinta para dar más detalles sobre el asesinato. Sin embargo, tras una semana de iniciado el rodaje en marzo de 2021, Reggiani concedió una entrevista a la Agenzia Nazionale Stampa Associata (ANSA) donde declaró que estaba «decepcionada y molesta» de que Gaga no se hubiese puesto en contacto con ella para conocerla a pesar de interpretarla en la película y alegó que: «No es cuestión de dinero, porque no voy a sacar ni un centavo por la película, es sentido común y por respeto». Poco después, se reveló que los productores de la película le habían prohibido a Gaga mantener cualquier contacto con Reggiani para no promover sus crímenes; por el contrario, Gaga se preparó para el papel viendo varios documentales y leyendo libros sobre Reggiani.
En abril de 2021, Patricia Gucci, prima segunda de Maurizio, ofreció una entrevista a Associated Press donde expresó que la familia Gucci estaba «muy decepcionada» por la realización de la película, al decir que: «Están robando la identidad de toda una familia para hacer dinero, solo para alimentar el sistema de Hollywood. Como cualquier familia, tenemos una identidad y privacidad. Podemos hablar de cualquier cosa, pero hay límites que sencillamente no se pueden cruzar». Asimismo, destacó que las principales preocupaciones de la familia eran la falta de contacto con el director, la información errada del libro en el que se basa y la contratación de actores reconocidos para interpretar a personas que no estuvieron involucradas en el asesinato. Además, criticó la caracterización de Al Pacino como Aldo Gucci y de Jared Leto como Paolo Gucci, ya que consideró que no tenían ningún parecido con los personajes que retrataban. Sin embargo, sostuvo que la familia esperaría hasta ver la película completa para tomar acciones. Tras el estreno de la película, la familia Gucci volvió a pronunciarse al decir que el filme no describía los hechos de la forma en la que de verdad ocurrieron y criticaron el hecho de que Patrizia fuese mostrada como la víctima de una familia machista.

### Impacto
Tras el estreno de la película, la tienda Wethrift reportó que hubo un incremento del 270% en la venta de artículos de colección de Gucci. Asimismo, se reportó que las búsquedas en Google de la marca subió drásticamente en países como Dinamarca, Singapur y el Reino Unido.

## Premios y nominaciones
| Premiación                                     | Fecha                   | Categoría                                                                | Nominado(s)                                                                            | Resultado     | Ref.   |
| ---------------------------------------------- | ----------------------- | ------------------------------------------------------------------------ | -------------------------------------------------------------------------------------- | ------------- | ------ |
| AACTA International Awards                     | 27 de enero de 2022     | Mejor actriz principal                                                   | Lady Gaga                                                                              | Nominado      | [ 63 ] |
| AACTA International Awards                     | 27 de enero de 2022     | Mejor actor de reparto                                                   | Jared Leto                                                                             | Nominado      | [ 63 ] |
| African-American Film Critics Association      | 2 de marzo de 2022      | AAFCA's Top Ten Films                                                    | House of Gucci                                                                         | Ganador       | [ 64 ] |
| American Cinematheque Tribute to the Crafts    | 26 de enero de 2022     | Mejor peinado y maquillaje                                               | Jana Carboni, Giuliano Mariano, Göran Lundström, Sarah Tanno y Frederic Aspiras        | Ganador       | [ 65 ] |
| Alliance of Women Film Journalists             | 25 de enero de 2022     | Mejor actriz                                                             | Lady Gaga                                                                              | Nominado      | [ 66 ] |
| BAFTA Awards                                   | 13 de marzo de 2022     | Mejor película británica                                                 | House of Gucci                                                                         | Nominado      | [ 67 ] |
| BAFTA Awards                                   | 13 de marzo de 2022     | Mejor actriz                                                             | Lady Gaga                                                                              | Nominado      | [ 67 ] |
| BAFTA Awards                                   | 13 de marzo de 2022     | Mejor maquillaje y peluquería                                            | Frederic Aspiras, Jana Carboni, Giuliano Mariano y Sarah Nicole Tanno                  | Nominado      | [ 67 ] |
| Cadet Film Awards                              | 6 de marzo de 2022      | Mejor actriz                                                             | Lady Gaga                                                                              | Ganador       | [ 68 ] |
| Capri Hollywood International Film Festival    | 3 de enero de 2022      | Mejor actriz                                                             | Lady Gaga                                                                              | Ganador       | [ 69 ] |
| Capri Hollywood International Film Festival    | 3 de enero de 2022      | Artista italoestadounidense del año                                      | Lady Gaga                                                                              | Ganador       | [ 69 ] |
| Casting Society of America                     | 17 de marzo de 2022     | Logro destacado en casting                                               | Kate Rhodes James                                                                      | Nominado      | [ 70 ] |
| Costume Designers Guild Awards                 | 9 de marzo de 2022      | Excelencia en una película de época                                      | Janty Yates                                                                            | Nominado      | [ 71 ] |
| Critics' Choice Movie Awards                   | 13 de marzo de 2022     | Mejor actriz                                                             | Lady Gaga                                                                              | Nominado      | [ 72 ] |
| Critics' Choice Movie Awards                   | 13 de marzo de 2022     | Mejor actor de reparto                                                   | Jared Leto                                                                             | Nominado      | [ 72 ] |
| Critics' Choice Movie Awards                   | 13 de marzo de 2022     | Mejor diseño de vestuario                                                | Janty Yates                                                                            | Nominado      | [ 72 ] |
| Critics' Choice Movie Awards                   | 13 de marzo de 2022     | Mejor peinado y maquillaje                                               | House of Gucci                                                                         | Nominado      | [ 72 ] |
| Denver Film Critics Society                    | 17 de enero de 2022     | Mejor actriz                                                             | Lady Gaga                                                                              | Nominado      | [ 73 ] |
| Detroit Film Critics Society                   | 6 de diciembre de 2021  | Mejor actor de reparto                                                   | Jared Leto                                                                             | Nominado      | [ 74 ] |
| Detroit Film Critics Society                   | 6 de diciembre de 2021  | Mejor reparto                                                            | House of Gucci                                                                         | Nominado      | [ 74 ] |
| Florida Film Critics Circle                    | 21 de diciembre de 2021 | Mejor actriz                                                             | Lady Gaga                                                                              | Nominado      | [ 75 ] |
| Florida Film Critics Circle                    | 21 de diciembre de 2021 | Mejor actor de reparto                                                   | Jared Leto                                                                             | Nominado      | [ 75 ] |
| Georgia Film Critics Association               | 14 de enero de 2022     | Mejor actriz                                                             | Lady Gaga                                                                              | Nominado      | [ 76 ] |
| Gold Derby Film Awards                         | Marzo de 2022           | Mejor actriz                                                             | Lady Gaga                                                                              | Nominado      | [ 77 ] |
| Gold Derby Film Awards                         | Marzo de 2022           | Mejor diseño de vestuario                                                | Janty Yates                                                                            | Nominado      | [ 77 ] |
| Gold Derby Film Awards                         | Marzo de 2022           | Mejor maquillaje y peinado                                               | Göran Lundström, Anna Carin Lock y Frederic Aspiras                                    | Nominado      | [ 77 ] |
| Golden Globe Awards                            | 9 de enero de 2022      | Mejor actriz en una película - drama                                     | Lady Gaga                                                                              | Nominado      | [ 78 ] |
| Hollywood Critics Association                  | 28 de febrero de 2022   | Mejor actriz                                                             | Lady Gaga                                                                              | Nominado      | [ 79 ] |
| Hollywood Critics Association                  | 28 de febrero de 2022   | Mejor diseño de vestuario                                                | Janty Yates                                                                            | Nominado      | [ 79 ] |
| Hollywood Critics Association                  | 28 de febrero de 2022   | Mejor peinado y maquillaje                                               | Frederic Aspiras, Jana Carboni, Giuliano Mariano, Göran Lundström y Sarah Nicole Tanno | Nominado      | [ 79 ] |
| Indiana Film Journalists Association           | 22 de diciembre de 2021 | Mejor actriz                                                             | Lady Gaga                                                                              | Nominado      | [ 80 ] |
| Indiana Film Journalists Association           | 22 de diciembre de 2021 | Mejor actor de reparto                                                   | Al Pacino                                                                              | Nominado      | [ 80 ] |
| Indiana Film Journalists Association           | 22 de diciembre de 2021 | Mejor actor de reparto                                                   | Jared Leto                                                                             | Nominado      | [ 80 ] |
| Iowa Film Critics Association                  | 15 de enero de 2022     | Mejor actriz                                                             | Lady Gaga                                                                              | Ganador       | [ 81 ] |
| Make-Up Artists and Hair Stylists Guild Awards | 19 de febrero de 2022   | Mejor maquillaje de época y/o personaje en un largometraje               | Jana Carboni, Sarah Tanno, Daniel Lawson Johnston y Stefania Pellegini                 | Nominado      | [ 82 ] |
| Make-Up Artists and Hair Stylists Guild Awards | 19 de febrero de 2022   | Mejores efectos especiales de maquillaje en una película de largometraje | Göran Lundström y Federica Castelli                                                    | Nominado      | [ 82 ] |
| Make-Up Artists and Hair Stylists Guild Awards | 19 de febrero de 2022   | Mejor peinado de época y/o personaje en una película de largometraje     | Giuliano Mariano, Frederic Aspiras, Alexis Continente y Anna Carin Lock                | Nominado      | [ 82 ] |
| New York Film Critics Circle                   | 10 de enero de 2022     | Mejor actriz                                                             | Lady Gaga                                                                              | Ganador       | [ 83 ] |
| Palm Springs International Film Festival       | 6 de enero de 2022      | Icon Award                                                               | Lady Gaga                                                                              | Ganador       | [ 84 ] |
| Paris Film Critics Awards                      | 7 de febrero de 2022    | Mejor actriz                                                             | Lady Gaga                                                                              | Nominado      | [ 85 ] |
| Paris Film Critics Awards                      | 7 de febrero de 2022    | Mejor actor de reparto                                                   | Jared Leto                                                                             | Nominado      | [ 85 ] |
| Premios Óscar                                  | 27 de marzo de 2022     | Mejor maquillaje y peluquería                                            | Göran Lundström, Anna Carin Lock y Frederic Aspiras                                    | Nominado      | [ 86 ] |
| Queerties Awards                               | 1 de marzo de 2022      | Mejor película                                                           | House of Gucci                                                                         | Segundo lugar | [ 87 ] |
| Queerties Awards                               | 1 de marzo de 2022      | Mejor actuación cinematográfica                                          | Lady Gaga                                                                              | Ganador       | [ 87 ] |
| Satellite Awards                               | 18 de marzo de 2022     | Mejor actriz de drama                                                    | Lady Gaga                                                                              | Nominado      | [ 88 ] |
| Satellite Awards                               | 18 de marzo de 2022     | Mejor actor de reparto en drama                                          | Jared Leto                                                                             | Nominado      | [ 88 ] |
| Seattle Film Critics Society                   | 17 de enero de 2022     | Mejor actriz                                                             | Lady Gaga                                                                              | Nominado      | [ 89 ] |
| Seattle Film Critics Society                   | 17 de enero de 2022     | Mejor diseño de vestuario                                                | Janty Yates                                                                            | Nominado      | [ 89 ] |
| Set Decorators Society of America Awards       | 22 de febrero de 2022   | Mejor logro en decoración/diseño de un largometraje de época             | Letizia Santucci y Arthur Max                                                          | Nominado      | [ 90 ] |
| Screen Actors Guild Awards                     | 27 de febrero de 2022   | Actuación sobresaliente de una actriz en un papel principal              | Lady Gaga                                                                              | Nominado      | [ 91 ] |
| Screen Actors Guild Awards                     | 27 de febrero de 2022   | Actuación sobresaliente de un actor de reparto                           | Jared Leto                                                                             | Nominado      | [ 91 ] |
| Screen Actors Guild Awards                     | 27 de febrero de 2022   | Actuación sobresaliente de elenco en una película                        | House of Gucci                                                                         | Nominado      | [ 91 ] |
| St. Louis Film Critics Association             | 19 de diciembre de 2021 | Mejor actriz                                                             | Lady Gaga                                                                              | Nominado      | [ 92 ] |
| St. Louis Film Critics Association             | 19 de diciembre de 2021 | Mejor actor de reparto                                                   | Jared Leto                                                                             | Nominado      | [ 92 ] |
| St. Louis Film Critics Association             | 19 de diciembre de 2021 | Mejor diseño de vestuario                                                | Janty Yates                                                                            | Nominado      | [ 92 ] |
| Variety Artisans Awards                        | 7 de marzo de 2021      | Mejor maquillaje y diseño de prótesis                                    | Frederic Aspiras y Göran Lundström                                                     | Ganador       | [ 93 ] |
| Washington D. C. Area Film Critics Association | 6 de diciembre de 2021  | Mejor actriz                                                             | Lady Gaga                                                                              | Nominado      | [ 94 ] |